# جنك توسون
جنك توسون (بالتركية: Cenk Tosun)‏ هو لاعب كرة قدم تركي في مركز الهجوم ولد في يوم 7 يونيو 1991 في مدينة فتسلار في ألمانيا، يلعب حالياً مع نادي إيفرتون الإنجليزي الذي ينشط في الدوري الإنجليزي الممتاز وسبق له اللعب مع نادي غازي عنتاب سبور وآينتراخت فرانكفورت ونادي بشيكتاش، كما لعب مع منتخب تركيا لكرة القدم ويبلغ طوله 183 سم.

## روابط خارجية
- جنك توسون على موقع الاتحاد الدولي (مؤرشف)  (الإنجليزية)
- جنك توسون على موقع الاتحاد الأوربي (الإنجليزية)
- جنك توسون على موقع اتحاد تركيا (لاعب) (الإنجليزية)
- جنك توسون على موقع قاعدة بيانات كرة القدم.إي يو (الإنجليزية)
- جنك توسون على موقع بيانات كرة القدم. دي إي (الألمانية)
- جنك توسون على موقع ليكيب (الفرنسية)
- جنك توسون على موقع ناشيونال فوتبول تيمز (الإنجليزية)
- جنك توسون على موقع Soccerbase.com (لاعب) (الإنجليزية)
- جنك توسون على موقع Soccerway.com (الإنجليزية)
- جنك توسون على موقع عالم كرة القدم.نت (الإنجليزية)